# Ray Crawford
Ray Holland Crawford fue un guitarrista norteamericano de jazz, nacido en Pittsburgh (Pensilvania), el 7 de febrero de 1924. Falleció el 30 de diciembre de 1997, en su ciudad natal.
Su carrera profesional la comenzó tocando el saxo tenor y el clarinete en la big band de Fletcher Henderson (1941-1943), pero hubo de renunciar a estos instrumentos por razones de salud. Adoptó la guitarra y en los años 1950 formó parte del trío de Ahmad Jamal (1951-1956), lo que le dio gran notoriedad. Tocó con muchos grupos de Nueva York y fue llamado por Gil Evans para colaborar en un par de discos. Después, a finales de los 50, formó una estable asociación con el organista Jimmy Smith, que se mantuvo hasta bien entrada la década de 1980.
Asentado en California desde muy pronto, desarrolló un papel activo en la escena local del West Coast jazz, grabando con Curtis Amy y otros. Su estilo se distingue de otros guitarristas por su lírica y colorismo, y, sobre todo, por haber heredado de su etapa como saxofonista un fraseo típicamente fundado sobre la respiración.